# Česká Zbrojovka Uherský Brod
Česká zbrojovka a.s. Uherský Brod (ČZUB) is een Tsjechische vuurwapenfabrikant.

## Geschiedenis
ČZUB werd gesticht in 1936 als onderdeel van de Česká zbrojovka groep in het kleine Moravische stadje Uherský Brod in Tsjechoslowakije, nu Tsjechië.
Na de Tweede Wereldoorlog werden alle wapenfabrikanten geleid door één centraal agentschap. Dit bepaalde dat "alle geëxporteerde vuurwapens BRNO markeringen zullen hebben". Hierdoor zijn er veel CZUB wapens met BRNO markeringen. Gedurende de Koude Oorlog maakte CZUB diverse lichte wapens, waaronder de Sa vz. 58, de Škorpion vz. 61, verschillende trainingswapens in kaliber .22 en de CZ 75-lijn van pistolen.
In 1991 werden de Tsjechische wapenfabrikanten gedecentraliseerd en begonnen elk een leven als producenten in een vrije markt. CZUB was de eerste om gebruik te maken van de internationale mogelijkheden en vestigde zich in meer den 60 landen.
In 1997 vestigde CZUB zich permanent in de Verenigde Staten met de oprichting van CZ-USA.
CZUB heeft meer dan 2000 ingenieurs, ambachtslieden en ondersteunend personeel in dienst, en is hiermee een van de grootste vuurwapenfabrikanten ter wereld.
Op 11 februari 2021 werd bekend dat de Amerikaanse wapenfabrikant Colt wordt overgenomen door Česká zbrojovka Group SE (CZG). CZG neemt alle aandelen over en is bereid daarvoor US$ 220 miljoen te betalen. Wanneer de overname is afgerond, waarschijnlijk in het tweede kwartaal van 2021, dan heeft de combinatie een jaaromzet van meer dan US$ 500 miljoen.

## Huidige producten

### Vuistvuurwapens
- CZ 75
- CZ P-07
- CZ P-10
- CZ SHADOW, een double-action sport variant van de CZ 75
- CZ TS

### Machinepistolen
- CZ Scorpion EVO 3

### Geweer
- CZ 457
- CZ 600
- CZ-USA Field Sports - Hagelgeweer
- CZ TSR - Een scherpschuttersgeweer in 7.62×51mm NAVO
- CZ BREN 2 - Een aanvalsgeweer in 5.56×45mm NAVO en 7.62×39mm
- CZ BREN 3 - Een aanvalsgeweer in 5.56x45 NAVO en .300 AAC Blackout
- CZ 805 G1 - Granaatwerper